# Kakichi Mitsukuri
Kakichi Mitsukuri (箕作佳吉:1857-1909) est un zoologiste japonais, né en 1857 à Edo et mort en 1909.

## Biographie
Il vient étudier aux États-Unis en 1873 et reçoit un Ph. D. à l’université Yale en 1879 ainsi à qu’à l’université Johns-Hopkins en 1883. Il devient professeur au département des sciences de l’université impériale de Tokyo en 1882 et membre du conseil de l’université en 1893.
En 1896, il est à la tête de commission sur les otaries à fourrure et signe, au nom du Japon, un traité avec les États-Unis et la Grande-Bretagne.
En 1897, il donna une série de conférences à Boston, à l'invitation  du Lowell Institute , voulant présenter la réalité du Japon , considérant  "que seul un japonais de formation moderne" peut parler en connaissance de cause (critiquant Lafcadio Hearn, irlandais devenu japonais qui avait été un des premiers à tenter de faire comprendre le quotidien du Japon). Ces conférences furent publiées en français en 1922 sous le titre "La vie sociale au Japon".
En 1901, il devient le doyen de la faculté des sciences de l’université de Tokyo et, en 1907, il est décoré de l’Ordre du temple sacré en remerciement des services rendus. La fin de sa vie est largement dominée par des tâches administratives.
Il est considéré comme l’un des plus importants zoologistes du Japon. Ses publications les plus significatives sont une série d’articles sur l’embryologie des tortues qui paraît de 1886 à 1896.

## Biologie marine
Au Japon, la première station de biologie marine est fondée pendant l’ère Meiji (1868-1912) à Misaki. Le Laboratoire de Misaki est créé en 1886 à l'initiative de Kakichi Mitsukuri, alors professeur de zoologie à l’Université de Tokyo, sur les recommandations, pour son implantation, de Ludwig Döderlein (1855-1936) et sur le modèle de conception, par Anton Dohrn (1840-1909), de la Station zoologique de Naples, comprenant un aquarium.
Le Pr Mitsukuri avait décidé, en 1884, d'établir une station biologique marine à Misaki. L’Université de Tokyo a obtenu un site dans la ville de Misaki en 1885 et le laboratoire a été achevé le 13 décembre 1886 puis a été baptisé Misaki Marine Biological Station (MMBS) le 1er avril 1887,.
Après son déplacement de site en 1897, Kakichi Mitsukuri devient le premier directeur (1898-1904) de la station où une villa lui est attribuée pour y résider,.

### Sources
(version du 24 mai 2007).